# Shenandoah (Iowa)
Shenandoah ist eine Stadt auf der Grenze zwischen Page County und Fremont County im US-Bundesstaat Iowa. Sie liegt etwa 90 km südöstlich von Omaha (Nebraska). Das U.S. Census Bureau hat bei der Volkszählung 2020 eine Einwohnerzahl von 4.925 ermittelt.
Shenandoah ist Heimatstadt der Earl May Seed Company und des Hörfunksenders KMA, der von Earl May gegründet wurde. Die Sender KMA und KFNF sind zwei der ältesten Radiostationen der USA und haben Zuhörer im gesamten Mittleren Westen. Von 1945 bis 1952 präsentierten Ike und Margaret Everly, die Eltern der Everly Brothers, bei KMA eine tägliche Radiosendung, die als The Everly Family Show bekannt wurde. Auch die Söhne Don und Phil Everly waren in das Sendeschema integriert.
Shenandoah hat eine Städtepartnerschaft mit Tisovec in der Slowakei.
Der Jazz-Kontrabassist, Komponist und Bandleader Charlie Haden wurde in Shenandoah geboren.